# Кантера
Кантера (исп. Cantera, «карьер») — термин используется в Испании для обозначения молодёжных академий в спортивных клубах. Также, в географическом плане термин обозначает место, откуда клубы могут набрать игроков в состав. Термин широко используется в футболе, но также имеет отношение и к другим видам спорта, например, к баскетболу. Обладателями лучших кантер являются клубы «Атлетик Бильбао», «Реал Сосьедад», «Реал Мадрид», «Барселона», «Спортинг Хихон» и «Лас-Пальмас».